# Dallas Buyers Club
Dallas Buyers Club ist ein vielfach ausgezeichnetes US-amerikanisches Filmdrama von Jean-Marc Vallée aus dem Jahr 2013. Der Film basiert auf der Lebensgeschichte des AIDS-Patienten Ron Woodroof, der in den 1980ern nicht-genehmigte Medikamente von Mexiko nach Texas schmuggelte. Der Film wurde von Kritikern besonders wegen der Schauspielleistungen von Matthew McConaughey und Jared Leto gelobt, welche zahlreiche Preise erhielten, darunter jeweils einen Oscar und den Golden Globe.

## Handlung
Der Film spielt 1985 bis 1987 in Dallas, Texas.
Ron Woodroof arbeitet als Elektriker auf einem Ölfeld, ist passionierter Rodeo-Reiter und homophober Lebemann. Nach einem Arbeitsunfall erhält er in einer Klinik die Diagnose, mit HIV infiziert zu sein und an AIDS zu erkranken. Der behandelnde Arzt schätzt Woodroofs Lebenserwartung auf nur noch 30 Tage ein. Der Patient will die Diagnose nicht akzeptieren – er flieht aus der Klinik.
Kurz zuvor war der populäre, homosexuelle Schauspieler Rock Hudson an den Folgen ebendieser Krankheit gestorben, weshalb Woodroof der Meinung ist, als Heterosexueller könnte er gar nicht daran erkranken. So beginnt er zu recherchieren und kommt zu dem Schluss, dass er sich bei einem seiner unzähligen One-Night-Stands, einer Heroin-Konsumentin, infiziert haben muss. Seine Freunde jedoch meiden ihn infolge seiner Erkrankung, auch weil sie ihn nun für schwul halten.
Zeitgleich möchte ein großes Pharmaunternehmen das Medikament AZT für HIV-Infizierte etablieren. Woodroof sieht in dem Medikament seine Chance, überleben zu können. Er erfährt jedoch, dass für die Erprobung des Medikamentes neben den tatsächlichen Pillen auch Placebos an Patienten verteilt werden. Um sicherzugehen, besticht er eine Reinigungskraft des Krankenhauses, ihm die entsprechende Medizin zu stehlen, was nur funktioniert, bis diese unter Verschluss aufbewahrt wird.
Der Raumpfleger gibt Woodroof den Tipp, einen amerikanischen Arzt ohne Zulassung in Mexiko aufzusuchen. Dieser verabreicht dem Kranken Medikamente (Körperstärkungsmittel), die in den USA von der FDA nicht zugelassen sind, aber bei behandelten Patienten Erfolge zeigen. Er erklärt ihm, dass auch ein Infizierter nicht zwingend an AIDS erkranken und sterben muss. Da Woodroof seinen Körper jedoch durch den starken Konsum von Zigaretten, Alkohol und Kokain ohnehin schwer beschädigt hatte, war es für das Virus leicht, sich schnell zu verbreiten. Der Arzt erklärt Woodroof auch, dass AZT sehr gefährlich für die Patienten sein kann, da es auch gesunde Körperzellen angreift.
Weil die alternativen Medikamente ihm so gut helfen, möchte Woodroof sie auch anderen kranken Menschen zugänglich machen, nicht allein aus Menschenfreundlichkeit, sondern auch zum Lebensunterhalt. Er beginnt, sie in die USA zu schmuggeln. Der Verkauf ist jedoch illegal und mit sehr hohen Strafen belegt. Nicht illegal hingegen ist es, eine Dosis für 90 Tage für den Eigenbedarf einzuführen, ebenso wie das Verschenken dieser Medikamente. Deshalb gründet er – beraten von einem befreundeten Rechtsanwalt – eine Käufergemeinschaft in der Rechtsform eines Clubs. Dieser „Dallas Buyers Club“ (deutsch „Dallas-Käufer-Club“) besorgt gegen einen monatlichen Mitgliedsbeitrag von 400 $ die nicht von der FDA zugelassenen Medikamente, wie ddC und den Entry-Inhibitor T-Peptid, und verteilt sie kostenlos an die HIV-erkrankten Mitglieder des Clubs. Die Akquisition von Medikamenten erstreckt sich auch auf das um 1980 erstmals entwickelte Interferon.
Rons beste Freundin und Geschäftspartnerin des Clubs wird die ebenfalls AIDS-kranke transidente Rayon, die er in der Klinik kennengelernt hatte. Rayon stirbt später in der Klinik, während Ron wieder einmal in Mexiko weilt, um Medizin zu besorgen. Nach Rayons Tod ändert sich Rons Einstellung; erstmals lässt er auch Ausnahmen für Personen zu, die die monatlichen 400 Dollar nicht in voller Höhe aufbringen können.
Von Beginn des Films an wird auch die junge Ärztin Eve Saks gezeigt, die Ron und andere behandelt. Sie wird von ihrem Chef gezwungen, alternative Medikamente zu verteufeln, beginnt jedoch aufgrund der offensichtlichen Erfolge der neuen Medikamente nachdenklich zu werden. Schließlich führen diese Zweifel dazu, dass sie Rons ungesetzliche Aktionen unterstützt. In der Folge verliert sie deshalb ihren Arbeitsplatz.
Da der Dallas Buyers Club von den Behörden immer weiter mit Geldbußen belegt wird und diese die nicht zugelassenen Medikamente beschlagnahmen, erhebt Woodroof Klage vor einem Bezirksgericht in San Francisco. Der Richter kritisiert die Praxis der FDA, insbesondere T-Peptid nicht zuzulassen, da auch die FDA von dessen Ungefährlichkeit ausgeht, weist Woodroofs Klage aber dennoch ab. Trotzdem ändert die FDA ihre Praxis und lässt T-Peptid für den Eigengebrauch zu.
Der Film endet mit dem Bild, wie Ron in einer Rodeo-Show auf einem Bullen sitzt und gegen den Abwurf kämpft. Es war stets Rons Traum, noch einmal an einer Rodeo-Veranstaltung teilzunehmen. Ron stirbt sieben Jahre nach seiner ursprünglichen HIV-Diagnose.

## Hintergrund

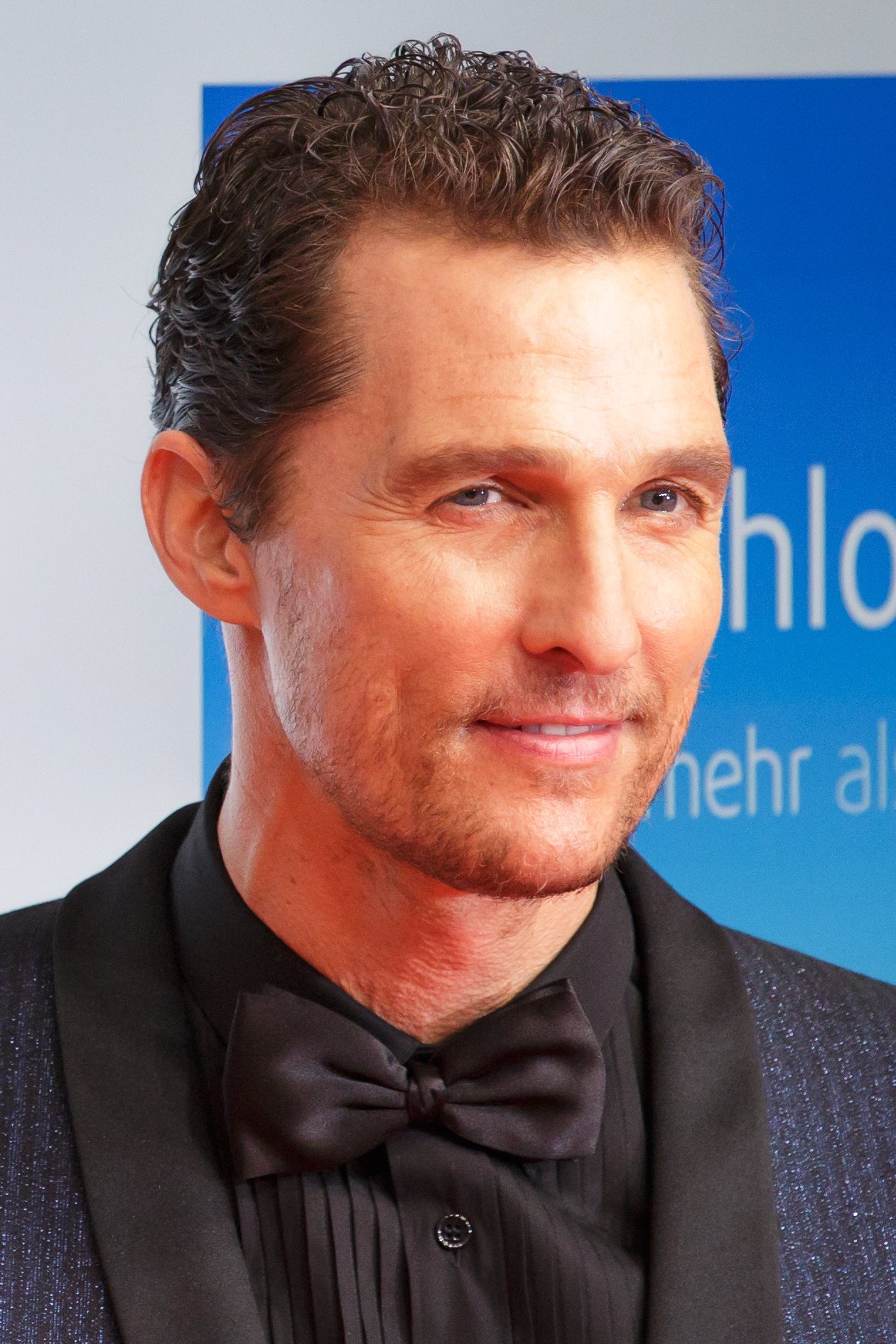
Matthew McConaughey bei der Verleihung der Goldenen Kamera 2014 in Berlin

An der Realisierung des Films waren die Filmproduktionsgesellschaften Voltage Pictures und Truth Entertainment beteiligt.
Der Produktionszeitraum von Dallas Buyers Club war von November 2008 bis April 2009. Die Dreharbeiten begannen allerdings erst am 11. November 2012 und waren nach nur 25 Tagen abgeschlossen. Der Film wurde in New Orleans, Louisiana, USA, gedreht. Das Filmbudget betrug schätzungsweise 5,5 Millionen US-Dollar.
Dallas Buyers Club wurde erstmals am 7. September 2013 auf dem Toronto International Film Festival dem Publikum präsentiert. Der Kinostart in den USA war am 22. November 2013. In Deutschland kam der Film am 6. Februar 2014 in die Kinos.
McConaughey nahm für die Rolle 21 kg ab (von 83 auf 62 kg).
Jared Leto wurde von der transgeschlechtlichen Schauspielerin, Musikerin und Transgender-Aktivistin Calpernia Addams gecoached. Er erwähnte sie bei seiner Dankesrede während der Oscarverleihung.

## Synchronisation
Die Berliner Synchron gab die Vertonung in Auftrag. Beate Gerlach, die die Rolle der Denise spricht, schrieb zugleich das Dialogbuch und führte die Dialogregie.
| Rolle            | Schauspieler        | Synchronsprecher   |
| ---------------- | ------------------- | ------------------ |
| Ron Woodroof     | Matthew McConaughey | Benjamin Völz      |
| Rayon            | Jared Leto          | Jaron Löwenberg    |
| Dr. Eve Saks     | Jennifer Garner     | Dorette Hugo       |
| Richard Barkley  | Michael O’Neill     | Wolfgang Condrus   |
| Dr. Sevard       | Denis O’Hare        | Udo Schenk         |
| Tucker           | Steve Zahn          | Gerrit Schmidt-Foß |
| David Wayne      | Dallas Roberts      | Christoph Banken   |
| Dr. Vass         | Griffin Dunne       | Eberhard Haar      |
| T.J.             | Kevin Rankin        | Tommy Morgenstern  |
| Schwester Frazin | Donna Duplantier    | Sabine Mazay       |
| Denise           | Deneen Tyler        | Beate Gerlach      |
| Clint            | J. D. Evermore      | Olaf Reichmann     |

## Rezeption
Der Film Dallas Buyers Club wurde weit überwiegend positiv bewertet. Auf der Website Rotten Tomatoes erreichte der Film bei 94 Prozent der Rezensenten eine positive Bewertung.
Filmstarts.de schreibt, „die differenzierte Hauptfigur (Ron Woodroof) erweist sich als die wichtigste Qualität von ‚Dallas Buyers Club‘. McConaughey strenge sich nicht an, sympathisch zu erscheinen, und wirke daher umso menschlicher. Durch ihn und seine Kollegen Jared Leto und Jennifer Garner wird aus einem beachtlichen Film ein auch emotional nachhaltiges Kino-Erlebnis.“
Kritisiert wurde, dass die Fakten in dem Film teilweise verfälscht dargestellt werden: Der Protagonist Ron Woodroof war laut mehreren Quellen nicht homophob, sondern selbst bisexuell. Er hatte bereits vor seiner HIV-Infektion Kontakte zur Schwulenszene.

## Auszeichnungen
Golden Globe Awards 2014
- Auszeichnung in der Kategorie Bester Hauptdarsteller – Drama für Matthew McConaughey
- Auszeichnung in der Kategorie Bester Nebendarsteller für Jared Leto

Critics’ Choice Movie Awards 2014
- Nominierung in der Kategorie Bester Film
- Auszeichnung in der Kategorie Bester Hauptdarsteller für Matthew McConaughey
- Auszeichnung in der Kategorie Bester Nebendarsteller für Jared Leto

Screen Actors Guild Awards 2014
- Auszeichnung in der Kategorie Bester Hauptdarsteller für Matthew McConaughey
- Auszeichnung in der Kategorie Bester Nebendarsteller für Jared Leto
- Nominierung in der Kategorie Bestes Schauspielensemble für Jennifer Garner, Jared Leto, Matthew McConaughey, Denis O’Hare, Dallas Roberts und Steve Zahn

Oscarverleihung 2014
- Nominierung in der Kategorie Bester Film
- Auszeichnung in der Kategorie Bester Hauptdarsteller für Matthew McConaughey
- Auszeichnung in der Kategorie Bester Nebendarsteller für Jared Leto
- Nominierung in der Kategorie Bestes Originaldrehbuch
- Nominierung in der Kategorie Bester Schnitt
- Auszeichnung in der Kategorie Bestes Make-up und Beste Frisuren